# Almont (Seine)
Der Almont ist ein Fluss im Zentrum von Frankreich, der im Département Seine-et-Marne der Region Île-de-France südöstlich von Paris verläuft.

## Geografie

### Verlauf
Der Almont entspringt unter dem Namen Ru de Courtenain im nordwestlichen Gemeindegebiet von Rampillon, knapp an der Grenze zur Nachbargemeinde Nangis. Er entwässert generell Richtung Westen durch die Landschaft Brie und mündet nach rund 42 Kilometern im Gemeindegebiet von Melun als rechter Nebenfluss in einen Seitenarm der Seine. Auf seinem Weg ändert der Almont mehrfach seinen Namen: im Oberlauf wird er auch Ru de Courtenain genannt, im Mittelteil: Ru d’Ancœur und Ru d’Ancœuil und erst im Unterlauf nimmt er seinen definitiven Namen Almont an. Er quert im Quellbereich die Bahnstrecke Paris–Mulhouse sowie im Unterlauf die Autobahn A5 und die Bahnstrecke LGV Sud-Est.

### Durchquerte Gemeinden
(Reihenfolge in Fließrichtung)
- Rampillon
- Nangis
- Fontains
- La Chapelle-Rablais
- Fontenailles
- Saint-Ouen-en-Brie
- La Chapelle-Gauthier
- Bréau
- Bombon
- Saint-Méry
- Champeaux
- Blandy
- Moisenay
- Maincy
- Melun

## Sehenswürdigkeiten
- Schloss Vaux-le-Vicomte aus dem 17. Jahrhundert, bei dem der Fluss Almont über das Bassin de Poële zur Wasserversorgung der barocken Gartenanlage herangezogen wird – Monument historique[4]

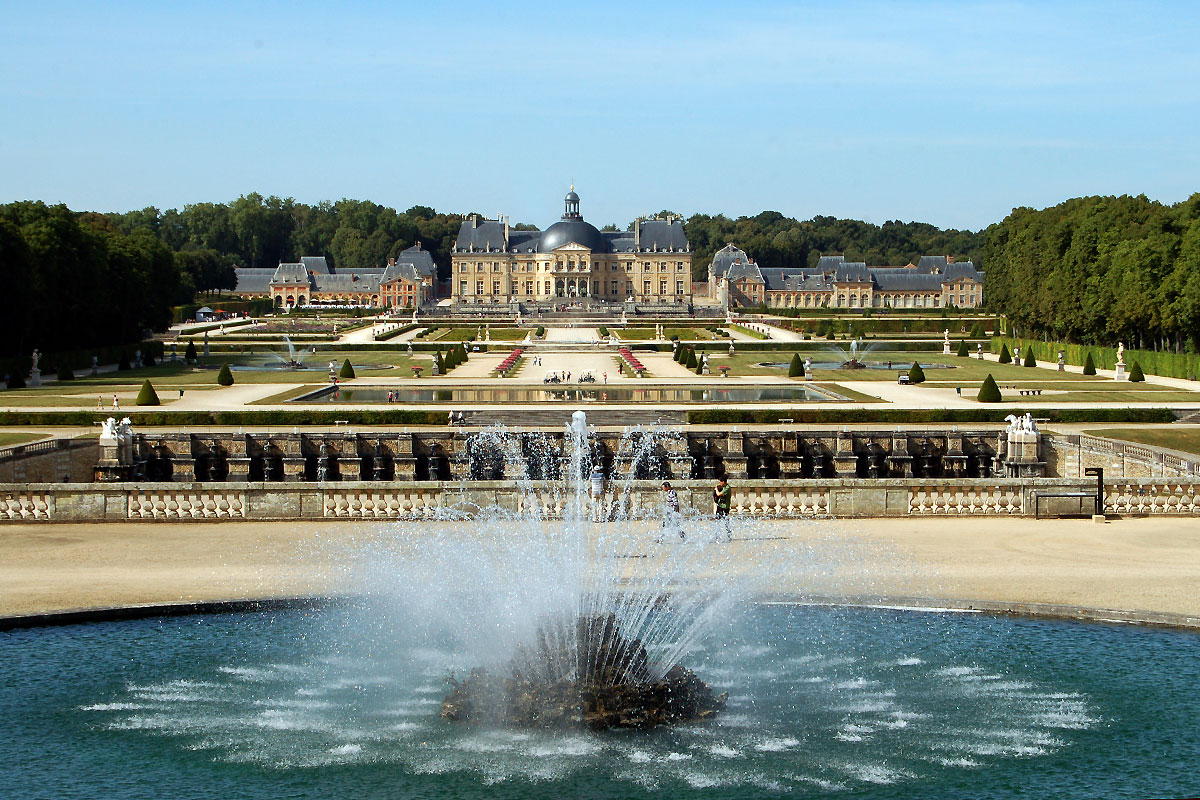
Barockgarten von Schloss Vaux-le-Vicomte